# Mohamed Daramy
Mohamed Daramy (født 7. januar 2002) er en dansk fodboldspiller, der spiller for den franske Ligue 1 klub Stade Reims og Danmarks landshold. Han har tidligere spillet for F.C. København og AFC Ajax.
Som spiller for F.C. København fik han førsteholdsdebut i en pokalkamp som 16-årig, hvor han scorede og blev den indtil da yngste målscorer i FCK. Han blev solgt til AFC Ajax i sommeren 2021 i det indtil da største salg i klubbens historie.. 

## Opvækst
Mohamed Daramy er født i Danmark og opnåede dansk statsborgerskab i januar 2020.
Daramy er vokset op i Hvidovre Kommune, hvor han  begyndte at spille fodbold da han var 5 år gammel.

## Klubkarriere

### FCK
Mohamed Daramy kom fra Hvidovre IF til FC Københavns ungdomsafdeling. I slutningen af oktober 2017 skrev Daramy under på en kontraktforlængelse med FC København. Daramy scorede 18 mål i 26 kampe i U/17 Ligaen 2017-18 og blev nummer fem på sæsonens topscorerliste.
I en alder af 16 år og 263 dage debuterede han for FC Københavns førstehold i en pokalkamp mod Viby IF den 27. september 2018, da han blev skiftet ind efter 72 minutter. Han scorede i sin debut og blev derved den yngste scorende spiller i FC Københavns historie.
Daramy rykkede til FCK’s U/19-hold i 2018 og skrev den 3. april 2019 kontrakt med FCK gældende til 31. december 2021 og blev dermed formelt indlemmet i klubbens førsteholdstrup. Daramy skrev senere en kontrakt gældende frem til 2023.  
Han fik sin debut i Superligaen den 2. december 2018, da han erstattede Dame N'Doye i det 77. minut i en 1-6-sejr ude over AC Horsens.
Daramy blev efter succes i Superligaen solgt til AFC Ajax. 
Mohamed Daramy opnåede under sin første periode i F.C. København 93 kampe for klubben (74 Superligakampe, 5 pokalkampe og 14 europæiske kampe), hvor han scorede i alt 18 mål (12 superliga, 3 pokal og 3 europæiske) og blev noteret for 9 assists (7 superliga og 2 europæisk).

### AFC Ajax
AFC Ajax hentede Mohamed Daramy på en fem-årig kontrakt.  Han debuterede for Ajax den 11. september 2021, da han blev indskiftet i en kamp mod PEC Zwolle. Han scorede sit første mål i sin anden kamp for klubben, da han - efter at være blevet skiftet ind med 28 miunutter tilbage af kampen mod SC Cambuur - scorede til 6-0 og lagde op til kampens sidste mål i Ajax' 9-0 sejr.
Daramy blev i sommeren 2022 udlejet til FC København på en et-årig kontrakt. Efter lejeaftalens udløb blev han solgt til Stade Reims.

### Stade Reims
I august 2023 blev det offentliggjort, at Daramy skiftede til Reims på en femårig aftale. Daramy fik debut for Reims den 20. august 2023 mod Clermont Foot og scorede i debutkampen.

## Landsholdskarriere
Efter at have opnået danske statsborgerskab debuterede Mohamed Daramy som 18-årig den 3. september 2020 for det danske U/19-landshold, hvor han scorede i 2-1 sejren over Tyskland i en venskabskamp. Fem dage efter, den 8. september 2020, debuterede han for U/21-landsholdet i en EM-kvalifikationskamp mod Nordirland. Han deltog for U21-landsholdet ved EM-slutrunden i 2021.
I august 2021 blev han udtaget til A-landsholdets bruttotrup. Han fik debut, da han den 1. september 2021 blev indskiftet i Danmarks 2-0 sejr over Skotland i VM-kvalifikationen. Tre dage senere debuterede han i startopstillingen til VM-kvalifikationskampen mod Færøerne.